# Place Dalida
Place Dalida is een plein in Montmartre, in het 18e arrondissement van Parijs, dat enkele jaren na haar overlijden werd vernoemd naar de beroemde zangeres Dalida.

## Geschiedenis
Dalida hield van de wijk Montmartre, waar ze woonde. Om haar te eren, creëerde het Stadhuis van Parijs bij decreet op 5 december 1996 de Place Dalida. Op 24 april 1997 werd een bronzen buste van de zangeres geplaatst, ter gelegenheid van haar tienjarig overlijden. In de nacht van 2 op 3 mei 1987 overleed Dalida op 54-jarige leeftijd.
Het plein is een plaats van herdenking en meditatie voor vele bewonderaars en inwoners.

## Omschrijving
Het plein is een grote hoek van twee pittoreske straten van Montmartre, namelijk Rue Girardon en Rue de l'Abreuvoir. Rue Girardon strekt zich uit van het zuiden naar het noorden en sluit aan op de Rue de l'Abreuvoir. Vanaf dat punt breidt de Rue de l'Abreuvoir zich uit in de richting van west-oost, waardoor het een L-vormige straat vormt.
Place Dalida heeft een bescheiden vorm: 19 meter lang, 13 meter breed. Het is volledig omgeven door huizen met binnentuinen waardoor het hele uitzicht op het plein idyllisch is.
Drie bomen omringen de buste, die is gebeeldhouwd door de Franse kunstenaar Aslan. De buste is van brons, heeft een natuurlijke afmeting en is geplaatst op vijf blokken granieten stenen. Op de hoogste stenen blok, vlak onder de buste, staat gegraveerd: "YOLANDA GIGLIOTTI, dite DALIDA, chanteuse comédienne, 1933-1987" (YOLANDA GIGLIOTTI, bekend als DALIDA, zangeres-actrice, 1933-1987). Aslan is tevens de beeldhouwer van het beeld dat op Dalida's graf staat.
Als men voor de buste staat, heeft men uitzicht op de Rue de l'Abreuvoir, met op de achtergrond de Basilique du Sacré-Cœur.

## In populaire cultuur
Place Dalida werd gebruikt voor verschillende mediaproducties, waaronder:
- Call of Duty: Modern Warfare 3
- It boy
- 3 Days to Kill
- Emily in Paris

## Galerij

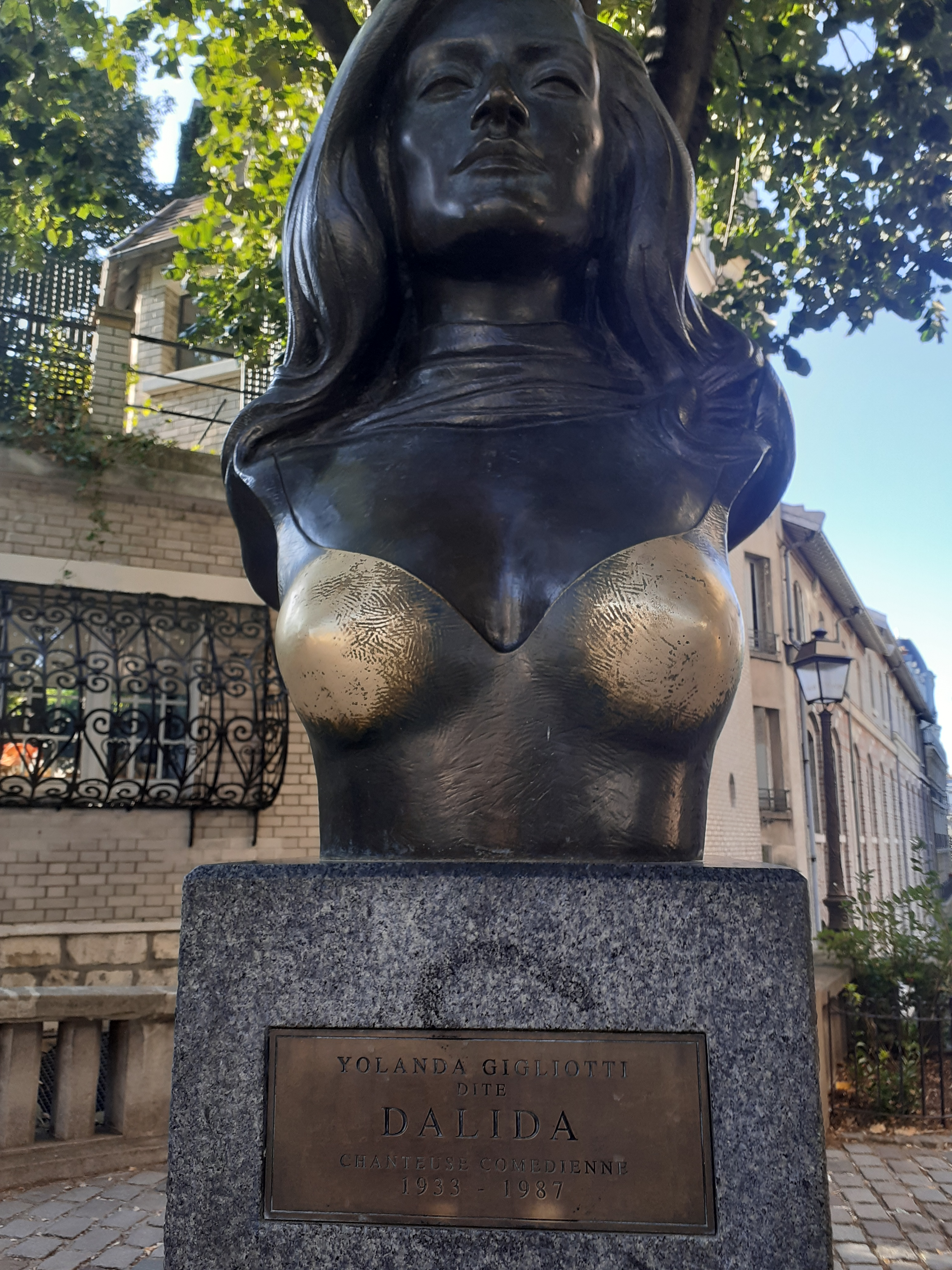
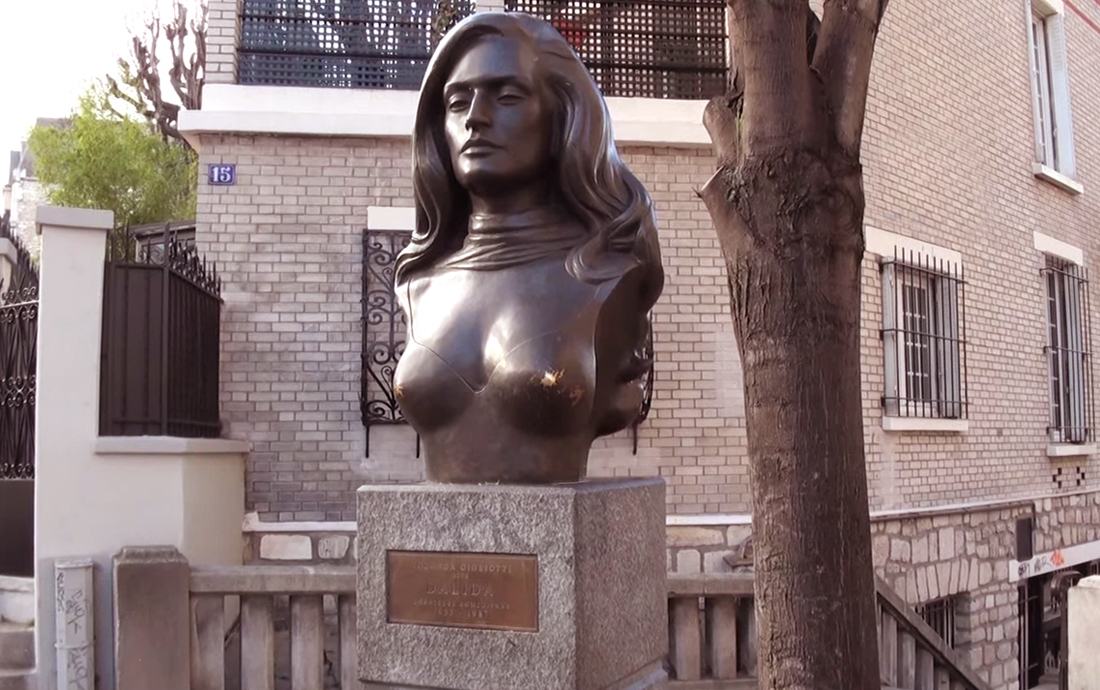
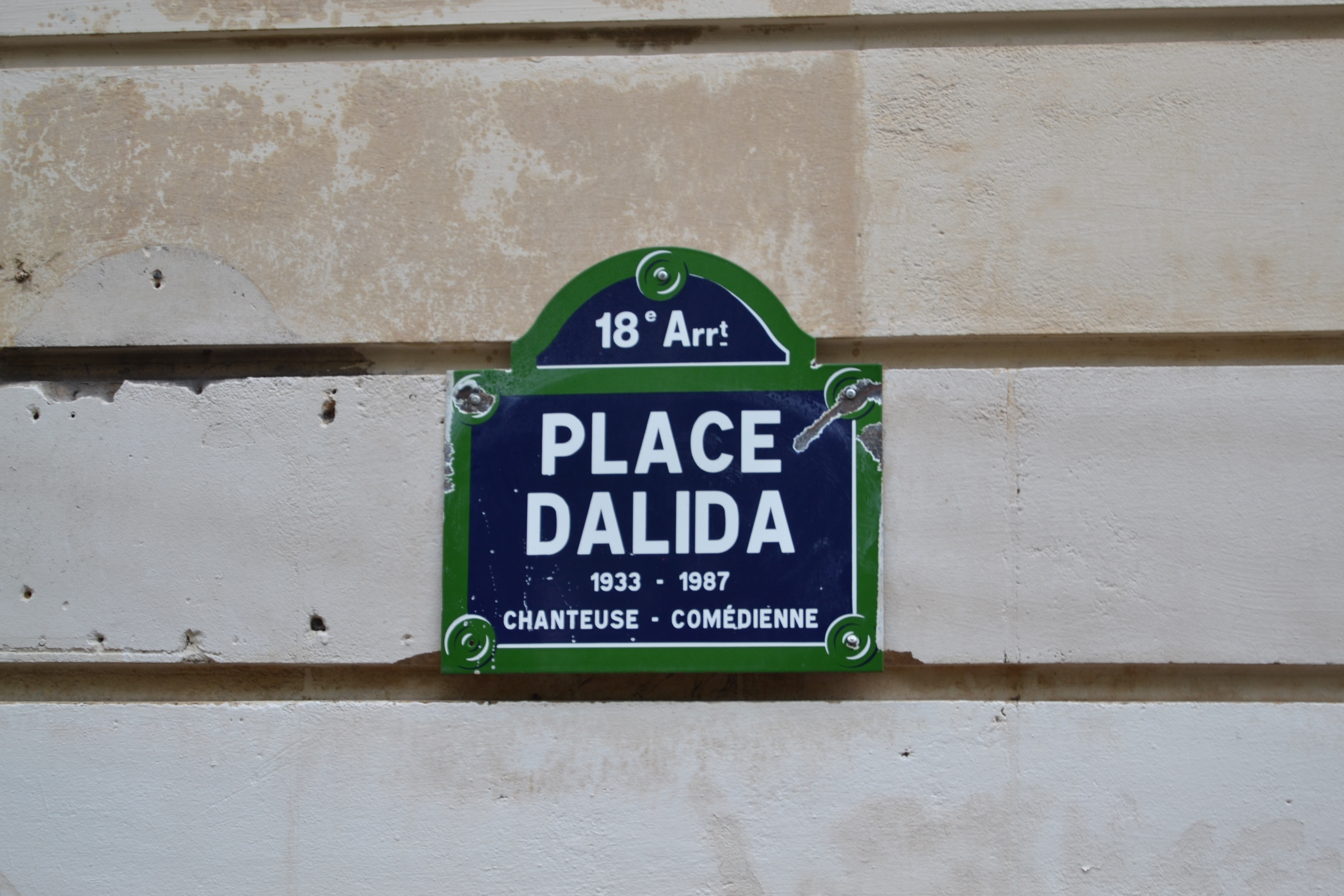
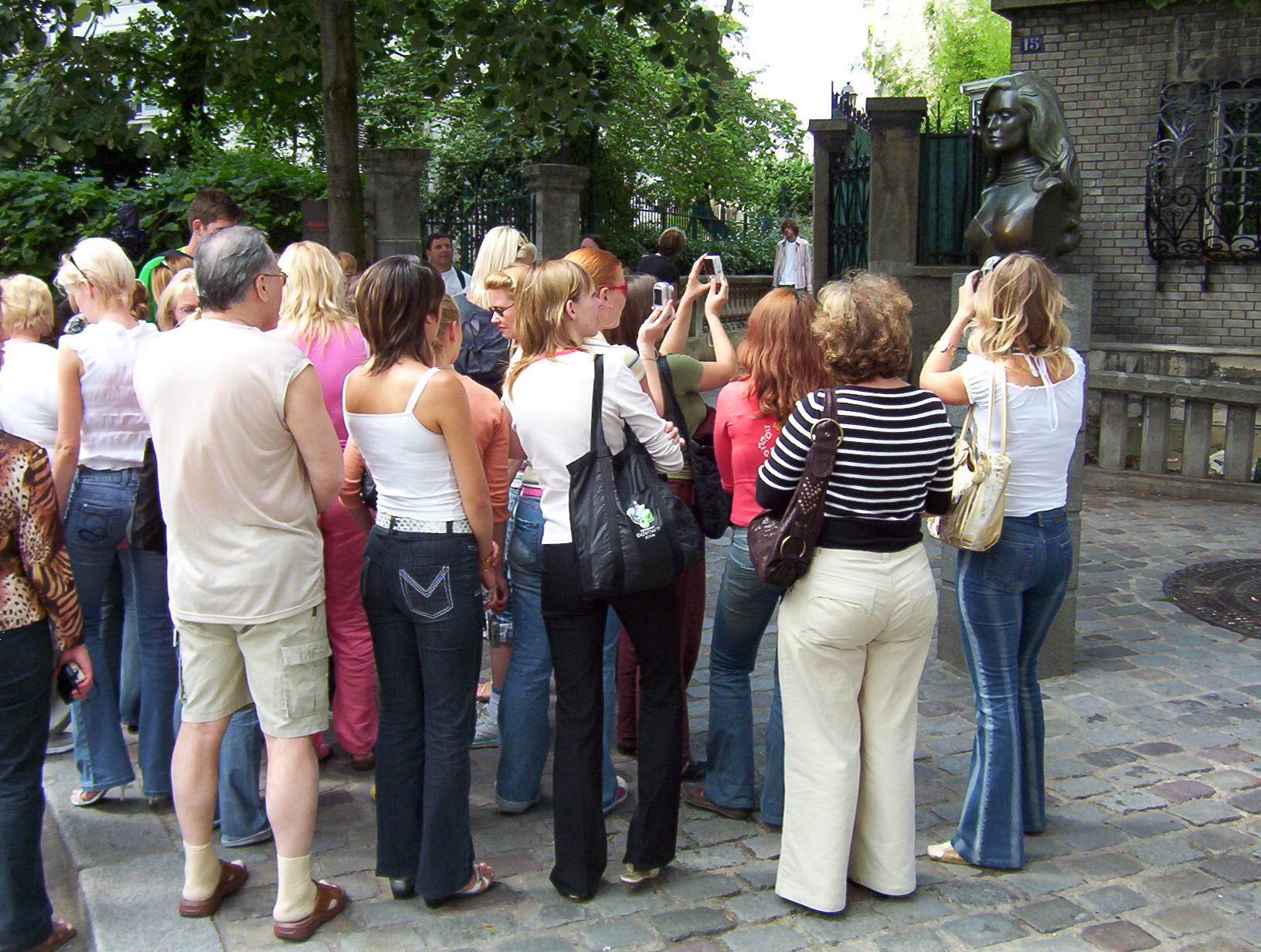

## Trivia
- Voor de tv-serie Chansons! brachten Matthijs van Nieuwkerk en Rob Kemps in de derde aflevering, die geheel in het teken stond van Dalida, een bezoek aan Place Dalida.